# Арпеджио
Арпе́джио (итал. arpeggio, от arpeggiare «играть на арфе»), устар. «арпеджо», «арпеджьо» — способ исполнения аккордов, преимущественно на струнных (например, на арфе) и клавишных (например, на фортепиано) инструментах, при котором звуки аккорда берутся последовательно один за другим — чаще всего, от самого нижнего к самому верхнему (реже наоборот, сверху вниз). В классической пятилинейной круглой нотации арпеджированный аккорд обозначается вертикальной волнообразной линией, перед аккордом. Арпеджио также называется вид гомофонной фактуры, состоящей из баса и переборов (в произвольном порядке) аккордовых и отчасти неаккордовых тонов, как например, в первой части «Лунной сонаты».

## Краткая характеристика
Арпеджированные аккорды называются также «ломаными», с этим выражением связаны такие звуковые группы в мелодической фигурации, которые происходят от раздробления аккордов. Аккордовые тоны в них могут подвергаться различной перестановке.
Арпеджио часто использовались в старинной фортепианной музыке (XVIII век). Итальянский композитор Доменико Альберти начал использовать этот приём в качестве басового аккомпанемента мелодии, за что этот вид фактуры получил название «Альбертиевы басы».
Применительно к струнным инструментам (например, гитара) арпеджио в русском языке часто называют перебором, что является не совсем точным, так как перебором можно играть не только аккорды.

## В популярной музыке
В жанре чиптюн под арпеджио обычно подразумевается эффект, когда быстро сменяющиеся ноты образуют аккорд. В большинстве композиций данного жанра арпеджио приобретает особое значение. В ZX-чиптюне арпеджио обычно называют орнаментом или узором.